# Theridion albomaculosum
Theridion albomaculosum är en spindelart som beskrevs av O. Pickard-Cambridge 1869. Theridion albomaculosum ingår i släktet Theridion och familjen klotspindlar.
Artens utbredningsområde är Sri Lanka. Inga underarter finns listade i Catalogue of Life.